# Кобаламін

Кобаламін, верхній ліганд атому кобальту позначений як R

Кобаламін, Cbl (вітамін B12) — це загальна назва для декількох комплексних сполук, що містить в своєму складі атом кобальту, звідки походить назва сполуки. Навколо центрального атому кобальту знаходяться чотири атому нітрогену з чотирьох тетрапірольних коринових кілець.
Кобаламін є вітаміном групи B
В залежності від ліганду, що зв'язаний з іоном кобальту, кобаламін буває наступним:
- Ціанокобаламін (R = -CN)
- Гідроксокобаламін (R = -OH)
- Метилкобаламін[en] (R = -CH3), активна форма вітаміну B12
- Аденозилкобаламін[en] (R = -Ado), також є активною формою вітаміну B12

Вітамін B12 найчастіше є у формі ціанкобламіному (CNCbl). Його відкрили як фактор що допомагає в лікуванні злоякісної анемії, що зараз відома також як анемія спричинена нестачею вітаміну B12. Існує декілька форм кобламіну, відрізняються вони лише лігандом який приєднується до атому кобальту. Деякі з цих форм є фізіологічними. Так аденозилкобаламін (або кобамамід, AdoCbl) та метилкобаламін (MeCbl) є коензимами: MeCbl для ферменту метіонін синтази цитозолю, AdoCbl для метиламоніл-КоА-мутази мітохондрій. Проміжною формою в фізіологічних умовах є гідроксикобаламін (HOCbl)